# 소라 부인
소라 부인은 1970년 공개된 대한민국의 영화이다.

## 배역
- 신성일
- 문희
- 전계현
- 박암
- 최남현
- 추석양
- 정애란
- 김정옥
- 전숙
- 임금희
- 김순봉
- 신경희
- 김하정